# Gustave Van Geluwe

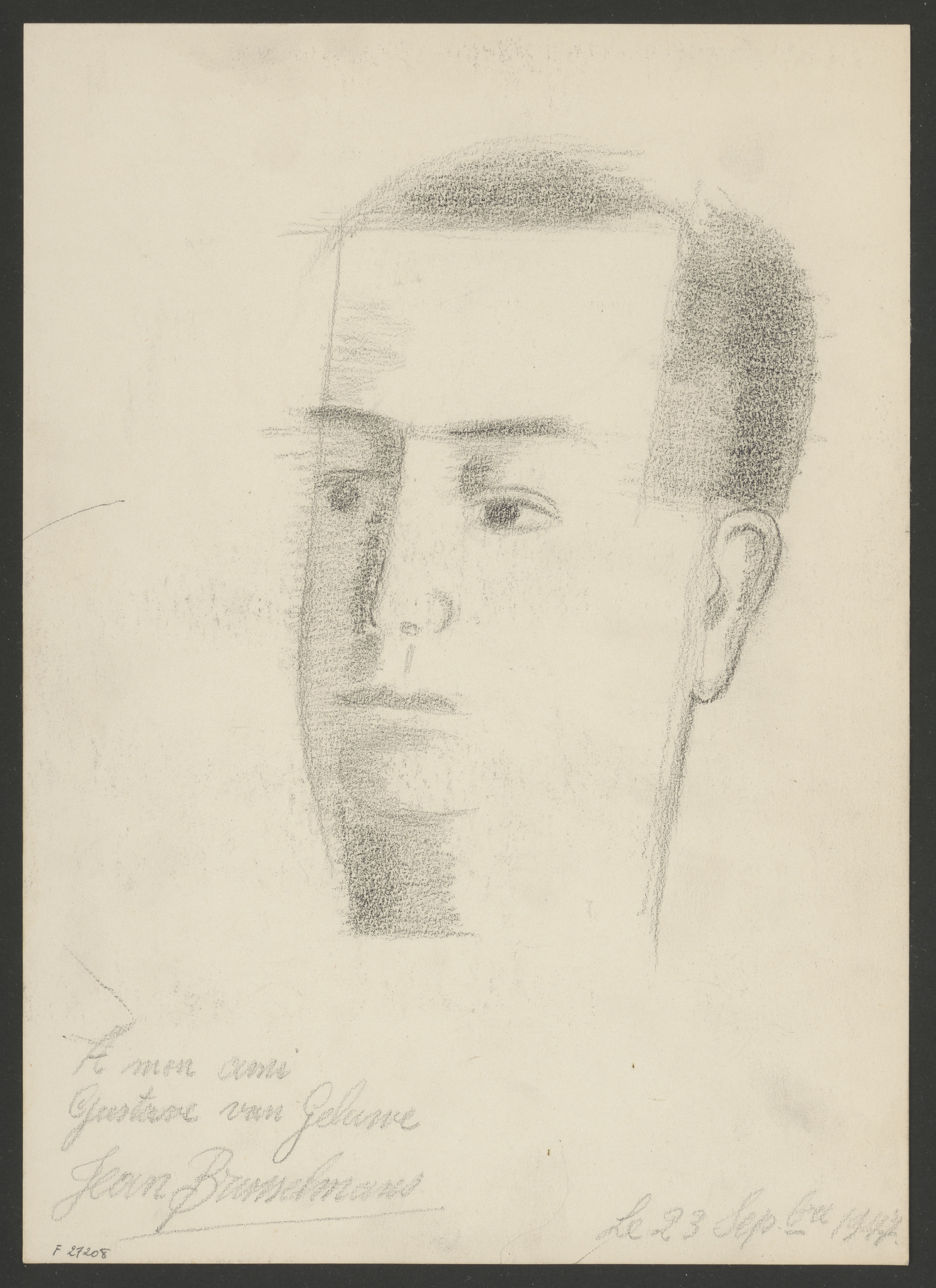
Portret van Gustave Van Geluwe, door Jean Brusselmans (1947, collectie: KBR)

Gustave Van Geluwe (1883-1962) was een voornaam Belgisch kunstverzamelaar.
Beroepshalve was hij de eigenaar van een gereputeerd modehuis in Brussel. Hij bouwde een kunstcollectie op met voornamelijk Belgische kunst uit de late 19de eeuw en de eerste helft van de 20ste eeuw met werken van Jean Brusselmans, Hippolyte Daeye,Gustave De Smet, Eugeen Van Mieghem,  James Ensor, Constant Lambrecht, Constant Permeke, Ramah, Frits Van den Berghe,...
Vanaf 1959 zetelde hij in een adviescomité voor kunstaankopen van de Provincie West-Vlaanderen.
Van Geluwe woonde in Ukkel.
Tijdens zijn leven deed hij enkele schenkingen aan musea, zoals "Het Angelus" van Constant Permeke aan het Groeningemuseum in Brugge.
In het Casino-Kursaal van Oostende ging in 1956 een tentoonstelling door rond zijn collectie.
Na zijn dood verkochten zijn erfgenamen vanaf 1963 een groot deel van zijn collectie. Zowel het Kon. Museum voor Schone Kunsten Antwerpen als de Provincie West-Vlaanderen kochten toen werk. Deze laatste aankoop werd de basis voor het latere PMMK.